# Années de plomb (Maroc)

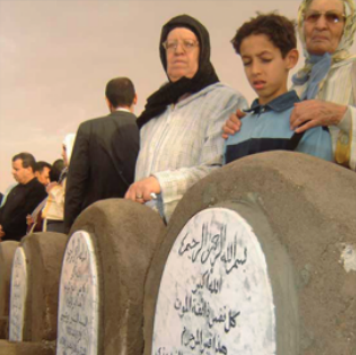
Des familles des victimes des années de plomb, se recueillent sur les tombes de leurs proches, après leur identification.

Les années de plomb, au Maroc, correspondent à une période de l'histoire contemporaine de ce pays qui s'est étendue des années 1960 jusqu'à 1999 sous le règne du roi Hassan II, et a été marquée par une violence et une répression contre les opposants politiques et les activistes démocrates.

## Contexte historique
Les années qui suivent l'indépendance du Maroc sont politiquement des années tendues entre le pouvoir et les oppositions. Elles sont marqués par les idées multiples, tiers-mondistes, volonté de maintien de l'ordre, et des secousses politiques, notamment des tentatives de coups d'État militaires. Peu après l'accession au trône du roi Hassan II, fin février 1961, l'étau se resserre autour des opposants et des mouvements de gauche. Le pouvoir privilégie le maintien de la monarchie, l'ordre, et le conservatisme. 

## La répression et ses victimes
La répression commence en juillet 1963 par l'arrestation pour «complot» (connu sous le nom de complot de juillet) de militants de l'Union nationale des forces populaires (UNFP) et de communistes . Elle se poursuit par les événements de militantisme de lycéens qui tourne à l’insurrection de mars 1965 à Casablanca, l'assassinat de Mehdi Ben Barka, la mise hors jeu de l'Union nationale des étudiants du Maroc (UNEM) et des organisations marxistes-léninistes (notamment le mouvement d'extrême gauche Ila Al Amame d'Abraham Serfaty et d'Abdellatif Laâbi), les deux tentatives de coups d'État (coup d'État de Skhirat -1971), et le (coup d'État des aviateurs -1972), la contre-guérilla dans le Moyen Atlas en 1973, événement insurrectionnel perpétré par le Tanzim à Khénifra, « affaire Moulay Bouazza », les procès de Kénitra (juin 1973 puis ceux de 1977), et la répression meurtrière des émeutes de 1981 à Casablanca.
Cette période connait aussi la construction sous les ordres de Hassan II, de plusieurs centres de détention secrets (Tazmamart, Agdz, Kelaat M’Gouna, Derb Moulay Chérif.. etc). Réputés pour leurs conditions d'incarcération inhumaines, plusieurs détenus y trouveront la mort. 
Ces trois décennies qui cadrent les années de plomb sont dominées par le règne de Hassan II et la succession de deux personnages à la tête du ministère de l'Intérieur : le général Mohamed Oufkir et l'ex-commissaire Driss Basri. 
Un organisme gouvernemental, l'Instance équité et réconciliation (IER), est créé en 2004 pour enquêter sur le bilan humain des années de plomb,. Il rend ses conclusion en 2005, indiquant notamment un total de 9 779 cas au moins d'atteintes aux droits de l'homme, dont 1 018 morts. L'Association marocaine des droits humains (AMDH) estime que ces années de répression ont fait des dizaines de milliers de victimes (tués, blessés, torturés, emprisonnés, disparus et exilés), dont au moins 3 000 morts.

### Filmographie
- Nos lieux interdits de Leïla Kilani (2008)